# Щеглов, Андрей Джолинардович
Андре́й Джолина́рдович Щегло́в (род. 1969, Москва) — российский историк, переводчик, поэт, доктор исторических наук.

## Биография
Сын физика Джолинарда Щеглова. В 1993 году с отличием окончил Исторический факультет МГУ им. М. В. Ломоносова. В 1994 году окончил магистратуру Исторического факультета Центральноевропейского университета (г. Будапешт) и поступил в аспирантуру Института всеобщей истории Российской академии наук (ИВИ РАН), где под руководством профессора А. А. Сванидзе специализировался по истории Швеции.
В 1999 году защитил кандидатскую диссертацию «Густав Ваза и начало Реформации в Швеции», стал штатным сотрудником ИВИ РАН. В 2015 году защитил докторскую диссертацию «Ранняя Реформация в Швеции: события, деятели, документы». С 2016 года ведущий научный сотрудник ИВИ РАН.
В 2009 году Щеглов был избран иностранным членом шведского Королевского общества по изданию рукописей, относящихся к скандинавской истории.

## Научная деятельность
Щеглову принадлежит множество работ, посвященных истории и культуре Швеции и других Скандинавских стран в Средние века и Раннее Новое время. Первая книга — комментированный перевод шведской рифмованной «Хроники Энгельбректа», важнейшего источника по истории восстания Энгельбректа, опубликована в 2002 году в издательстве «Наука» в серии «Памятники исторической мысли». В 2007 году Щеглов совместно с молодыми учеными, работавшими под его руководством, подготовил и опубликовал в издательстве «Наука» книгу «Швеция и шведы в средневековых источниках», содержащую переводы и исследования важнейших письменных памятников шведского средневековья и XVI века. В 2008 г. вышла монография Щеглова «Вестеросский риксдаг 1527 года и начало Реформации в Швеции». В 2012 году в серии «Памятники исторической мысли» опубликован подготовленный Щегловым комментированный перевод «Шведской хроники», монументального исторического сочинения, созданного в XVI веке реформатором и историком Олаусом Петри. Щеглову принадлежат ещё несколько монографий, а также множество статей, переводов, обзоров и рецензий, опубликованных в России, Швеции, Финляндии, Дании, Норвегии и других странах.

## Поэтические переводы
Мастерством художественного перевода А. Д. Щеглов овладевал под руководством Ю. Я. Яхниной. Дебют Щеглова как переводчика поэзии состоялся в 1997 году. В журнале «Иностранная литература» были напечатаны его переводы стихов классика шведской литературы Карин Бойе. Спустя некоторое время «Иностранная литература» опубликовала выполненные Щегловым переводы стихов ещё одного значительного шведского поэта — Гуннара Экелёфа. В дальнейшем в литературной периодике и в различных сборниках публиковались осуществленные Щегловым переводы поэзии Юхана Людвига Рунеберга, Корнелиса Вресвика и других авторов.